# 堀内氏久
堀内 氏久（ほりうち うじひさ、文禄4年（1595年） - 明暦3年8月20日（1657年9月27日））は、安土桃山時代から江戸時代初期の武将。初名は氏定（うじさだ）。通称は主水。堀内氏善の子。母は九鬼嘉隆の養女。妻は長谷川氏。兄に新宮行朝がいる（叔父との説あり）。子は氏衡、氏成、氏勝。
慶長5年（1600年）の関ヶ原の戦いでは西軍に属して戦い、戦後に父が改易されたため、紀伊国和歌山に入封した浅野幸長に仕えた。慶長19年（1614年）の大阪冬の陣では豊臣秀頼の招きに応じ、兄の行朝と共に大坂城に籠城した。翌慶長20年（1615年）の大坂夏の陣では、5月7日の大坂城落城に際し、南部左門や刑部卿局らと共に豊臣秀頼の正室・千姫を護衛して徳川方の坂崎直盛の陣に届け、そのまま直盛に従って千姫を徳川家康の本陣まで送り届けた。この時家康に拝謁し、戦後はこの功により下総国内に500石を与えられ、徳川秀忠の旗本として召抱えられた。また、氏久の功により兄の行朝も赦されている。大番、次いで二条城の守衛を務めていたが、在任中の明暦3年（1657年）8月20日に63歳で死去した。法名は理円。墓所は京都府京都市北区の天寧寺。跡は長男の氏衡が継いだ。